# Soisy-sur-École
Soisy-sur-École és un municipi francès, situat al departament de l'Essonne i a la regió de Illa de França. L'any 2007 tenia 1.372 habitants.
Forma part del cantó de Mennecy, del districte d'Évry i de la Comunitat de comunes des 2 Vallées.

## Demografia

### Població
El 2007 la població de fet de Soisy-sur-École era de 1.372 persones. Hi havia 614 famílies, de les quals 238 eren unipersonals (97 homes vivint sols i 141 dones vivint soles), 178 parelles sense fills, 178 parelles amb fills i 20 famílies monoparentals amb fills.
La població ha evolucionat segons el següent gràfic:
Habitants censats

### Habitatges
El 2007 hi havia 813 habitatges, 628 eren l'habitatge principal de la família, 56 eren segones residències i 128 estaven desocupats. 493 eren cases i 292 eren apartaments. Dels 628 habitatges principals, 461 estaven ocupats pels seus propietaris, 143 estaven llogats i ocupats pels llogaters i 24 estaven cedits a títol gratuït; 88 tenien una cambra, 121 en tenien dues, 71 en tenien tres, 109 en tenien quatre i 239 en tenien cinc o més. 402 habitatges disposaven pel capbaix d'una plaça de pàrquing. A 225 habitatges hi havia un automòbil i a 254 n'hi havia dos o més.

### Piràmide de població
La piràmide de població per edats i sexe el 2009 era:
| Homes | Edats   | Dones |
| ----- | ------- | ----- |
| 4     | 95 o +  | 8     |
| 8     | 90 a 94 | 40    |
| 20    | 85 a 89 | 68    |
| 28    | 80 a 84 | 24    |
| 36    | 75 a 79 | 64    |
| 20    | 70 a 74 | 32    |
| 16    | 65 a 69 | 12    |
| 20    | 60 a 64 | 20    |
| 40    | 55 a 59 | 36    |
| 52    | 50 a 54 | 68    |
| 40    | 45 a 49 | 36    |
| 56    | 40 a 44 | 28    |
| 40    | 35 a 39 | 72    |
| 32    | 30 a 34 | 40    |
| 44    | 25 a 29 | 20    |
| 12    | 20 a 24 | 20    |
| 32    | 15 a 19 | 48    |
| 48    | 10 a 14 | 64    |
| 36    | 5 a 9   | 28    |
| 20    | 0 a 4   | 32    |

## Economia
El 2007 la població en edat de treballar era de 819 persones, 603 eren actives i 216 eren inactives. De les 603 persones actives 571 estaven ocupades (305 homes i 266 dones) i 32 estaven aturades (19 homes i 13 dones). De les 216 persones inactives 83 estaven jubilades, 77 estaven estudiant i 56 estaven classificades com a «altres inactius».

### Ingressos
El 2009 a Soisy-sur-École hi havia 598 unitats fiscals que integraven 1.343,5 persones, la mediana anual d'ingressos fiscals per persona era de 24.983 €.

### Activitats econòmiques
Dels 71 establiments que hi havia el 2007, 1 era d'una empresa alimentària, 2 d'empreses de fabricació d'altres productes industrials, 17 d'empreses de construcció, 13 d'empreses de comerç i reparació d'automòbils, 4 d'empreses de transport, 4 d'empreses d'hostatgeria i restauració, 5 d'empreses d'informació i comunicació, 3 d'empreses immobiliàries, 10 d'empreses de serveis, 4 d'entitats de l'administració pública i 8 d'empreses classificades com a «altres activitats de serveis».
Dels 20 establiments de servei als particulars que hi havia el 2009, 1 era una oficina de correu, 1 taller de reparació d'automòbils i de material agrícola, 4 paletes, 5 guixaires pintors, 1 fusteria, 1 electricista, 1 empresa de construcció, 2 perruqueries, 3 restaurants i 1 agència immobiliària.
Dels 4 establiments comercials que hi havia el 2009, 1 era una botiga de menys de 120 m², 1 una fleca, 1 una peixateria i 1 una perfumeria.
L'any 2000 a Soisy-sur-École hi havia 4 explotacions agrícoles que ocupaven un total de 552 hectàrees.

## Equipaments sanitaris i escolars
L'únic equipament sanitari que hi havia el 2009 era una farmàcia.
El 2009 hi havia 1 escola maternal i 1 escola elemental.

## Poblacions més properes
El següent diagrama mostra les poblacions més properes.